# Blue Cat Blues
Blue Cat Blues（ブルー・キャット・ブルース）は、日本のパンクバンド。

## メンバー
現メンバー
- アオキ ヒデトシ（ベース）(結成時〜)
- Hibiki WATANABE（ドラム）(結成時〜)
- Shira（キーボード）(2023年〜)

旧メンバー
- いもと。（ギター・ボーカル）(結成時〜 2024年)同名義のソロ活動の他、元イケてるハーツの新ゆうゆを始めとしたアーティストのライブサポート及び楽曲提供を行なっている。以前はSlim Jim Lewisというバンドに所属していた。THE JERRY LEE PHANTOMからの影響を公言している。既婚。

## 概要
東京都でシンガーソングライターのいもと。を中心に2022年4月頃に結成された。初期は4人体制であったが、途中メンバーの脱退があり3ピースバンドとなっていた。2023年4月にキーボードのShiraが加入。再び4人体制となる。UKパンクや日本の2000年代のバンドからの影響が見られ、四つ打ち等のダンスビートやカッティングを多用し、ダンス・パンク、ディスコを基調とした曲が多い。楽曲はいもと。が作っており、ライブではいもと。の曲をセルフカバーする形が殆どである。バンド名の由来は、トムとジェリー「悲しい悲しい物語(洋題:Blue Cat Blues)」から。2024年4月23日、創設メンバーのいもと。がXのポストにて脱退を表明した。同年4月30日、バンドは活動休止を発表。以降SNS更新は無い。

## ディスコグラフィー
現在はすでに全て配信停止されており、聴けない状態になっている。

### シングル
- Machine Gun (2022年9月1日)
- 退屈ルーシー (2023年5月2日)

### ライブ・アルバム
- Halloween Live (Live at 新宿SUNFACE, 東京, 2022)(2022年11月3日)

## 使用機材
いもと。
- Fender Made in Japan Traditional Late 60s Stratocaster (サンバースト)
  - ピックアップとジョイントプレートを交換して使用している。またバンド、ソロ問わずレコーディングでの使用頻度が高く、2021年以降の楽曲で耳にするギターはほとんどこのギターを使用している。
- No brand Telecaster Bass Shape Guitar
  - 知り合いの専門学生に製作してもらった[1]というギター。最初はSuhrのV60Mを搭載していたが、現在はFender Custom Shop製のピックアップに載せ替えられている[2]。
- Fender Made in Japan Traditional Late 60s Stratocaster (クリーム)
  - ジョイントプレートのみ交換して使用している。バンド在籍時最後に出演したライブにて使用している様子が映像で確認できる。

- Ibanez TS9
- MXR Phase 90
- Catalinebread 5F6
- tc electionic THE PROPHET
- Roland JC-120(ライブのみ)
- Fender Frontman 65r

アオキ ヒデトシ
- Tsubasa Guitars The Hopper[3] (JBタイプ)
  - 五弦ベース。

Hibiki WATANABE
- YAMAHA (型式不明)
- Ludwig snare (型式不明)

Shira
- Roland FA-08

## 主なライブ
- 下北沢251 NOZATIC NIGHT
- 下北沢近松 寧日
- 下北沢近松 僕らの後ろに道がある
- 下北沢LIVEHOLIC ミライオトロックフェス
- 越谷EASYGOING Shout! Vol.1